# Panicum notatum
Panicum notatum là một loài thực vật có hoa trong họ Hòa thảo. Loài này được Retz. mô tả khoa học đầu tiên năm 1786.